# Canadian Championship 2013
Il Canadian Championship 2013 (noto per ragioni di sponsorizzazione come 2013 Amway Canadian Championship in inglese e Championnat Canadien Amway 2013 in francese) è stato la sesta edizione del Canadian Championship.
Si è svolto tra aprile e maggio del 2013 ed è stato vinto dal Montréal Impact che ha battuto in finale i Vancouver Whitecaps. Grazie a questo successo la squadra di Montréal ha ottenuto anche la qualificazione alla CONCACAF Champions League 2013-2014 come rappresentante del Canada.

## Tabellone
Le squadre sono state inserite nel tabellone sulla base dei risultati ottenuti nella stagione 2012. Le tre squadre partecipanti alla Major League Soccer 2012 sono state inserite in posizione 1, 2 e 3 in base al piazzamento in classifica ottenuto alla fine della regular season, mentre l'unica squadra partecipante alla North American Soccer League 2012 in posizione 4.
|  | Semifinali | Semifinali          | Semifinali | Semifinali |  |   | Finale              | Finale                | Finale | Finale |
|  |            |                     |            |            |  |   |                     |                       |        |        |
|  | 1          | Vancouver Whitecaps | 3          | 2          |  |   |                     |                       |        |        |
|  | 1          | Vancouver Whitecaps | 3          | 2          |  |   |                     |                       |        |        |
|  | 4          | FC Edmonton         | 2          | 0          |  |   |                     |                       |        |        |
|  | 4          | FC Edmonton         | 2          | 0          |  | 1 | Vancouver Whitecaps | 0                     | 2      |        |
|  |            |                     |            |            |  | 1 | Vancouver Whitecaps | 0                     | 2      |        |
|  |            |                     |            |            |  |   | 2                   | Montréal Impact (gfc) | 0      | 2      |
|  | 2          | Montréal Impact     | 0          | 6          |  |   | 2                   | Montréal Impact (gfc) | 0      | 2      |
|  | 2          | Montréal Impact     | 0          | 6          |  |   |                     |                       |        |        |
|  | 3          | Toronto FC          | 2          | 0          |  |   |                     |                       |        |        |
|  | 3          | Toronto FC          | 2          | 0          |  |   |                     |                       |        |        |

## Semifinali

### Andata
| Arbitro: | P. Ward |

|                        |           |  |
| Henry 49’ Wiedeman 81’ | Marcatori |  |

| Arbitro: | S. Petrescu |

|                  |           |                                     |
| Cox 8’ Nurse 28’ | Marcatori | 5’, 83’ (rig.) Camilo 89’ Heinemann |

### Ritorno
| Arbitro: | D. Fischer |

|                                                              |           |  |
| Mapp 24’ Paponi 33’ Di Vaio 44’, 90’ Romero 61’ Wenger 90+4’ | Marcatori |  |

| Arbitro: | G. Gamble |

|                              |           |  |
| Hertzog 58’ Saiko 67’ (aut.) | Marcatori |  |

## Finale

### Andata
| Montréal 15 maggio 2013, ore 19:30 UTC-5 | Montréal Impact | 0 – 0 referto | Vancouver Whitecaps | Stade Saputo (12.016 spett.)\| Arbitro: \| S. Petrescu \| |
| Arbitro:                                 | S. Petrescu     |               |                     |                                                           |

| Montréal Impact | Vancouver Whitecaps |

| Montréal Impact:  |    |                     |     |     |
|                   |    |                     |     |     |
| P                 | 30 | Evan Bush           |     |     |
| D                 | 5  | Jeb Brovsky         |     |     |
| D                 | 17 | Dennis Iapichino    |     |     |
| D                 | 13 | Matteo Ferrari      |     |     |
| D                 | 6  | Hassoun Camara      | 25’ |     |
| C                 | 21 | Justin Mapp         |     |     |
| C                 | 15 | Andrés Romero       |     | 72’ |
| C                 | 18 | Collen Warner       | 31’ | 62’ |
| C                 | 8  | Patrice Bernier     |     |     |
| A                 | 9  | Marco Di Vaio       | 33’ |     |
| A                 | 33 | Andrew Wenger       |     | 81’ |
| Sostituzioni:     |    |                     |     |     |
| C                 | 7  | Felipe              |     | 62’ |
| C                 | 19 | Blake Smith         |     | 72’ |
| C                 | 28 | Siniša Ubiparipović |     | 81’ |
| Allenatore:       |    |                     |     |     |
| Marco Schällibaum |    |                     |     |     |

| Vancouver Whitecaps: |    |                 |     |     |
|                      |    |                 |     |     |
| P                    | 18 | Brad Knighton   |     |     |
| D                    | 13 | Nigel Reo-Coker |     |     |
| D                    | 2  | Jordan Harvey   |     |     |
| D                    | 40 | Andy O'Brien    | 49’ |     |
| D                    | 16 | Johnny Leverón  |     |     |
| C                    | 28 | Gershon Koffie  |     |     |
| C                    | 3  | Brad Rusin      |     |     |
| C                    | 4  | Alain Rochat    |     | 79’ |
| C                    | 8  | Matt Watson     |     |     |
| C                    | 31 | Russell Teibert |     |     |
| A                    | 11 | Darren Mattocks |     | 65’ |
| Sostituzioni:        |    |                 |     |     |
| A                    | 26 | Corey Hertzog   |     | 65’ |
| A                    | 19 | Erik Hurtado    |     | 79’ |
| Allenatore:          |    |                 |     |     |
| Martin Rennie        |    |                 |     |     |

### Ritorno
| Arbitro: | D. Fischer |

|                         |           |                       |
| Camilo 4’ Kobayashi 69’ | Marcatori | 49’ Felipe 84’ Camara |

| Vancouver Whitecaps | Montréal Impact |

| Vancouver Whitecaps: |    |                      |     |     |
|                      |    |                      |     |     |
| P                    | 18 | Brad Knighton        |     |     |
| D                    | 40 | Andy O'Brien         | 49’ |     |
| D                    | 12 | Lee Young-Pyo        |     |     |
| D                    | 16 | Johnny Leverón       |     |     |
| D                    | 4  | Alain Rochat         |     |     |
| C                    | 27 | Jun Marques Davidson |     |     |
| C                    | 28 | Gershon Koffie       |     | 57’ |
| C                    | 13 | Nigel Reo-Coker      |     |     |
| A                    | 7  | Camilo               |     | 82’ |
| A                    | 9  | Kenny Miller         |     | 73’ |
| A                    | 31 | Russell Teibert      |     |     |
| Sostituzioni:        |    |                      |     |     |
| C                    | 14 | Daigo Kobayashi      |     | 57’ |
| D                    | 2  | Jordan Harvey        |     | 73’ |
| A                    | 11 | Darren Mattocks      |     | 82’ |
| Allenatore:          |    |                      |     |     |
| Martin Rennie        |    |                      |     |     |

| Montréal Impact:  |    |                  |    |     |
|                   |    |                  |    |     |
| P                 | 30 | Evan Bush        |    |     |
| D                 | 14 | Alessandro Nesta |    |     |
| D                 | 13 | Matteo Ferrari   |    |     |
| D                 | 5  | Jeb Brovsky      |    | 82’ |
| D                 | 6  | Hassoun Camara   | 6’ |     |
| C                 | 21 | Justin Mapp      |    |     |
| C                 | 15 | Andrés Romero    |    | 73’ |
| C                 | 7  | Felipe           |    | 88’ |
| C                 | 8  | Patrice Bernier  |    |     |
| A                 | 9  | Marco Di Vaio    |    |     |
| A                 | 33 | Andrew Wenger    |    |     |
| Sostituzioni:     |    |                  |    |     |
| C                 | 19 | Blake Smith      |    | 73’ |
| C                 | 18 | Collen Warner    |    | 82’ |
| D                 | 17 | Dennis Iapichino |    | 88’ |
| Allenatore:       |    |                  |    |     |
| Marco Schällibaum |    |                  |    |     |

## Classifica marcatori
| Gol |  |  | Giocatore       | Squadra             |
| --- |  |  | --------------- | ------------------- |
| 3   |  |  | Camilo          | Vancouver Whitecaps |
| 2   |  |  | Marco Di Vaio   | Montréal Impact     |
| 1   |  |  | Hassoun Camara  | Montréal Impact     |
| 1   |  |  | Michael Cox     | FC Edmonton         |
| 1   |  |  | Felipe          | Montréal Impact     |
| 1   |  |  | Tom Heinemann   | Vancouver Whitecaps |
| 1   |  |  | Doneil Henry    | Toronto FC          |
| 1   |  |  | Corey Hertzog   | Vancouver Whitecaps |
| 1   |  |  | Daigo Kobayashi | Vancouver Whitecaps |
| 1   |  |  | Justin Mapp     | Montréal Impact     |
| 1   |  |  | Chris Nurse     | FC Edmonton         |
| 1   |  |  | Daniele Paponi  | Montréal Impact     |
| 1   |  |  | Andrés Romero   | Montréal Impact     |
| 1   |  |  | Andrew Wenger   | Montréal Impact     |
| 1   |  |  | Andrew Wiedeman | Toronto FC          |